# Espacio vectorial líquido
El concepto de espacio vectorial líquido es parte de las matemáticas condensadas. Son una alternativa a los espacios vectoriales topológicos.